# Charles Aznavourmuseum
Charles Aznavour Museum is een museum in Jerevan, Armenië, dat gewijd is aan de Frans-Armeense chansonnier Charles Aznavour.
Het werd in 2011 geopend door de Franse president Nicolas Sarkozy in bijzijn van de Armeense president Serzj Sarkisian. Aznavour was zelf ook bij de opening aanwezig en knipte het lint door. De eerste voorbereidingen voor het museum werden in 2007 getroffen. De bouw werd gefinancierd door de Armeense overheid. Het interieur werd aangekleed door de stichting van Aznavour.
In het museum zijn foto's, posters, boeken, platen en muziekprijzen te zien. Het museum staat in de buurt van de Cascade, een reusachtige trap die tegen een heuvel in de stad is aangebouwd. Het gebouw kent vijf verdiepingen en een concertruimte in de open lucht. In het gebouw bevindt zich verder nog een appartement voor Aznavour.